# Ke-Go

Ke-Go – japońska samonaprowadzająca, przeciw-okrętowa bomba lotnicza z okresu II wojny światowej. Broń została opracowana specjalnie do odparcia spodziewanej amerykańskiej inwazji na wyspy japońskie. Bomba była naprowadzana na cel poprzez pasywny czujnik promieniowania podczerwonego. W trakcie prac rozwojowych nad bombą zaprojektowano kilka wersji tej broni ale prace nad nią nie wyszły poza fazę testową.

## Historia
Na początku 1944 rozpoczęto prace nad nowym typem bomby lotniczej, która miała być użyta do odparcia spodziewanej amerykańskiej inwazji na wyspy japońskie. Zdecydowano, że nowa bomba ma używać mechanizmu samonaprowadzającego wykorzystującego pasywny czujnik promieniowania podczerwonego (ciepła) emitowanego przez okręty nieprzyjaciela. Bomby miały być używane w nocnych atakach, tak aby Słońce i inne źródła ciepła nie maskowały podczerwonych emisji atakowanych okrętów.
Do naprowadzania bomby zaprojektowano bardzo czuły bolometr, który w testach laboratoryjnych wykrywał ciepło emitowane przez ludzką twarz z odległości 100 metrów. Początkowo stworzono trzy różne projekty bomby, B-1, B-2 i B-3, ale ostatecznie zdecydowano, że tylko projekt B-1 jest  na tyle obiecujący aby go praktycznie opracować. Do prac nad bombą przeznaczono bardzo znaczne środki, pracowali nad nią zarówno oficerowie Armii z technicznym wykształceniem jak i japońscy naukowcy.
Pierwsze wersje bomby, Ke-Go 101 i 102, zostały zbudowane w małych ilościach, odpowiednio dziesięć i pięć, aby przeprowadzić praktyczne testy wszystkich połączeń mechanicznych i hydraulicznych które używane były do sterowania bombą. W trakcie testów okazało się, że elektryczny żyroskop używany do stabilizowania bomby w locie przeszkadzał w pracy bolometru. Jeszcze w trakcie testów zaprojektowano wersje 103, 104 i 105, ale żadna z nich nie została zbudowana, niemniej wersja 103 jako pierwsza używała żyroskopu mechanicznego.
Następna wersje bomby, 106 i 107, zostały wyprodukowana w liczbie 50 i 30 sztuk. Bomba mierzyła 4,7 metrów długości, jej skrzydła miały dwa metry rozpiętości. Cztery główne skrzydła znajdowały się 1,7 metra od nosa bomby, na jej ogonie umieszczono cztery dodatkowe lotki sterowe o rozpiętości 1,2 metra; masa bomby wynosiła około 730 kilogramów. Ogon bomby został wyposażony w hamulce aerodynamiczne. Nos bomby zawierał układ naprowadzający za którym znajdowała się głowica kumulacyjna o masie 200-300 kilogramów, przed nos wystawały dwa czujniki z zapalnikami. Bomba była wyposażona w zapalniki dotykowe, które miały eksplodować w momencie uderzenia bomby w okręt, ale miała także dodatkowy mechanizm opóźniający który w przypadku uderzenia bomby w wodę miał opóźnić jej eksplozję tak, aby eksplodowała ona pod linią wodną okrętu. Układ naprowadzający składał się z bolometru, lustra, rozdzielacza, wzmacniacza, przekaźnika i akumulatora. Promieniowanie podczerwone wykryte przez bolometr przekazywane było na lustro i w zależności od tego gdzie ono padło odpowiednio włączał się wzmacniacz, który przekazywał impuls sterujący lotkami. Znajdujące się na ogonie hamulce aerodynamiczne spowalniały upadek bomby na tyle, aby kierujący nią mechanizm miał czas korektę jej lotu.
Pierwsze testy bomby zostały przeprowadzone w 1945 na jeziorze Hamana. Na jeziorze umieszczono tratwę o rozmiarach 10x20 metrów na której zapalono stos węgla. Do testów użyto obydwu wersji bomb, 106 i 107, które były zrzucane z wysokości pomiędzy 1500 a 3000 metrów. Wyniki testów były niezadowalające. Z okołu 60 zrzuconych bomby tylko pięć lub sześć zmieniało tor lotu w trakcie ich spadania sugerując, że mechanizm naprowadzający zadziałał prawidłowo. Pozostałe bomby zazwyczaj skręcały bardzo ostro oddalając się od tratwy. Uznano, że winę ponosi nieprawidłowo działający mechanizm naprowadzający, choć niepełne dane obserwacyjne zebrana w trakcie eksperymentów nie dawały tak jednoznacznej odpowiedzi. Zmierzono, że prędkość graniczna dla bomby w wersji 107 wynosiła 539 km/h. W czerwcu 1945 zaprzestano dalszych testów ale nadal prowadzono badania rozwojowe nad następnymi modelami bomby.
Zaprojektowano jeszcze dwa następne modele, 108 i 109, które były większe (5,5 m długości, 1,6 m średnicy, 2,9 m rozpiętość skrzydeł) i cięższe (800 kg). Szacowana prędkość graniczna tych bomb miała wynosić około 580 km/h. Bomby miały być gotowe do testów we wrześniu 1945, ale wcześniejsze zakończenie wojny oznaczało także zaprzestanie dalszych prac nad tą bronią.

## Opis konstrukcji
Bomba Ke-Go miała konstrukcję prawie całkowicie drewnianą. Jedyne metalowe części bomby znajdowały się w mechanizmie naprowadzającym, z metalu były także skonstruowane hamulce aerodynamiczne. Drewniany kadłub i skrzydła bomby były budowane w zakładach należących do Armii, żyroskop był produkowany przez Hitachi, mechanizm zegarowy i przekaźniki mechaniczne przez firmę jubilerską Hattori.